# Брионн (кантон)
'Брионн (фр. Brionne) — кантон во Франции, находится в регионе Нормандия, департамент Эр. Входят в состав округа Берне.

## История
До 2015 года в состав кантона входили коммуны Аклу, Аркур, Бертувиль, Босробер, Бретиньи, Брионн, Буане, Кальвиль, Ла-Нёвиль-дю-Боск, Ла-Э-де-Кальвиль, Ле-Бек-Элуэн, Ливе-сюр-Оту, Мальвиль-сюр-ле-Бек, Морсан, Нёвиль-сюр-Оту, Нотр-Дам-д'Эпин, Сен-Виктор-д'Эпин, Сен-Поль-де-Фурк, Сен-Пьер-де-Салерн, Сен-Сир-де-Салерн, Сент-Элуа-де-Фурк,  Франквиль и Экманвиль.
В результате реформы 2015 года состав кантона был изменен. В его состав включены упраздненный кантон Бомон-ле-Роже.
C 1 января 2017 года коммуны Нассандр, Перье-ла-Кампань и Фонтен-ла-Соре вместе с коммуной Карзи из кантона Берне образовали новую коммуну Нассандр-сюр-Риль.
С 1 января 2018 года коммуны Гупийер и Ле-Тийёль-Отон образовали новую коммуну Гупийер-Отон.

## Состав кантона с 1 января 2017 года
В состав кантона входят коммуны (население по данным Национального института статистики за 2018 г.):
- Аклу (325 чел.)
- Аркур (1 077 чел.)
- Барк (1 202 чел.)
- Барке (449 чел.)
- Бервиль-ла-Кампань (248 чел.)
- Бертувиль (319 чел.)
- Бомон-ле-Роже (2 813 чел.)
- Бомонтель (647 чел.)
- Босробер (662 чел.)
- Бре (398 чел.)
- Бретиньи (136 чел.)
- Брионн (4 238 чел.)
- Буане (280 чел.)
- Гроле-сюр-Риль (524 чел.)
- Гупийер-Отон (1 256 чел.)
- Кальвиль (664 чел.)
- Комбон (818 чел.)
- Ла-Нёвиль-дю-Боск (675 чел.)
- Ла-Усе (209 чел.)
- Ла-Э-де-Кальвиль (261 чел.)
- Ле-Бек-Элуэн (397 чел.)
- Ле-Плеси-Сент-Оппортюн (335 чел.)
- Ливе-сюр-Оту (155 чел.)
- Лоне (197 чел.)
- Мальвиль-сюр-ле-Бек (263 чел.)
- Морсан (107 чел.)
- Нассандр-сюр-Риль (2 396 чел.)
- Нёвиль-сюр-Оту (191 чел.)
- Нотр-Дам-д'Эпин (78 чел.)
- Ромийи-ла-Пютене (318 чел.)
- Руж-Перье (367 чел.)
- Сен-Виктор-д'Эпин (327 чел.)
- Сен-Поль-де-Фурк (288 чел.)
- Сен-Пьер-де-Салерн (246 чел.)
- Сен-Сир-де-Салерн (207 чел.)
- Сент-Оппортюн-дю-Боск (641 чел.)
- Сент-Элуа-де-Фурк (530 чел.)
- Тибувиль (315 чел.)
- Франквиль (325 чел.)
- Экарданвиль-ла-Кампань (473 чел.)
- Экманвиль (180 чел.)

## Политика
На президентских выборах 2022 г. жители кантона отдали в 1-м туре Марин Ле Пен 37,6 % голосов против 23,3 % у Эмманюэля Макрона и 15,1 % у Жана-Люка Меланшона; во 2-м туре в кантоне победила Ле Пен, получившая 59,1 % голосов. (2017 год. 1 тур: Марин Ле Пен – 33,5 %, Франсуа Фийон – 18,4 %, Жан-Люк Меланшон – 17,1 %, Эмманюэль Макрон – 16,6 %; 2 тур: Ле Пен – 52,2 %. 2012 год. 1 тур: Николя Саркози — 27,3 %, Франсуа Олланд — 24,8 %, Марин Ле Пен — 24,0 %; 2 тур: Саркози — 51,2 %. 2007 год. 1 тур: Саркози — 30,4 %, Сеголен Руаяль — 20,3 %; 2 тур: Саркози — 56,0 %).
С 2021 года кантон в Совете департамента Эр представляют член совета коммуны Сен-Пьер-де-Салерн Мирьям Дютей (Myriam Duteil) (Разные центристы) и мэр коммуны Бомон-ле-Роже Жан-Пьер Ле Ру (Jean-Pierre Le Roux) (Вперёд, Республика!).
|                | Кандидаты                           | Партия                   | Первый тур | Первый тур     | Второй тур | Второй тур |
| Кол-во голосов | Кандидаты                           | Партия                   | % голосов  | Кол-во голосов | % голосов  |            |
| -------------- | ----------------------------------- | ------------------------ | ---------- | -------------- | ---------- | ---------- |
|                | Мирьям Дютей Жан-Пьер Ле Ру         | Разные центристы         | 2 531      | 40,95          | 3 405      | 58,27      |
|                | Валери Бёрьо с Элен Шеван           | Левый блок               | 2 000      | 32,36          | 2 438      | 41,73      |
|                | Армель Жеста де Гарамбе Жюстен Тузе | Национальное объединение | 1 650      | 26,69          |            |            |

|                | Кандидаты                               | Партия             | Первый тур | Первый тур     | Второй тур | Второй тур |
| Кол-во голосов | Кандидаты                               | Партия             | % голосов  | Кол-во голосов | % голосов  |            |
| -------------- | --------------------------------------- | ------------------ | ---------- | -------------- | ---------- | ---------- |
|                | Мари-Кристин Жуэн-Ламбер Жан-Пьер Ле Ру | Правый блок        | 2 675      | 28,72          | 5 093      | 59,04      |
|                | Клер Бьянкон Даниэль Леблан             | Национальный фронт | 2 887      | 31,00          | 3 534      | 40,96      |
|                | Жан-Луи Дестан Паскаль Пероден          | Левый блок         | 1 907      | 20,47          |            |            |
|                | Жерар Гримо Дельфин Делакруа-Мальвазио  | Левый фронт        | 1 233      | 13,24          |            |            |
|                | Николя Кальбре Анн-Мари Леконт          | Вставай, Франция   | 612        | 6,57           |            |            |